# Wohmbrechts
Wohmbrechts (westallgäuerisch: Mobräəts) ist ein Gemeindeteil der Gemeinde Hergatz im bayerisch-schwäbischen Landkreis Lindau (Bodensee). In Wohmbrechts befindet sich der Verwaltungssitz der Gemeinde.

## Geographie
Das Pfarrdorf liegt circa zwei Kilometer nordöstlich des Hauptorts Hergatz und es ist Teil der Region Westallgäu. Durch die Ortschaft verläuft die Bundesstraße 12. Im Süden verläuft die Bahnstrecke Buchloe–Lindau. Ebenfalls südlich von Wohmbrechts fließt die Leiblach.

## Ortsname
Der Ortsname stammt vom mittelhochdeutschen Personennamen Wanpreht und bedeutet (Ansiedlung) des Wanpreht.

## Geschichte

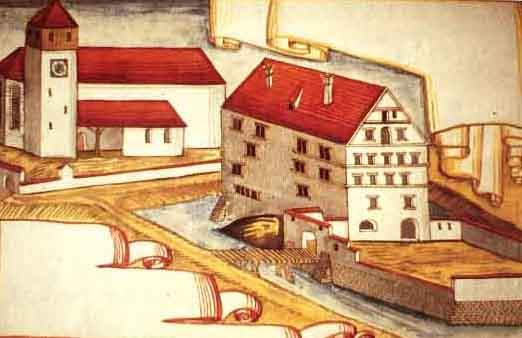
Ehemaliges Schloss Wohmbrechts

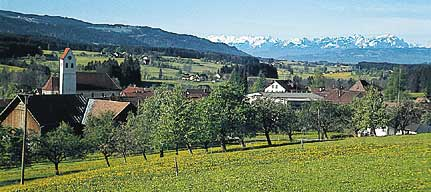
Wohmbrechts mit Alpsteingebirge

Das Wappen der Ritter von Wohmbrechts

Wohmbrechts wurde erstmals 1269 urkundlich erwähnt. Ebenfalls im 13. und 14. Jahrhundert erschienen die Ritter von Wohmbrechts. Von diesen war Ulrich von Wohmbrechts der energischste und kriegerischste Vertreter und stritt sich jahrelang mit dem Abt vom Weingartener Kloster um einen Wald, den er als Lehen beanspruchte. Sein Siegel besaß drei Greifenklauen, von denen das heutige Wappen der Gemeinde Hergatz eine enthält.
Wilhelm von Wohmbrechts, ein Nachkomme Ulrichs, war europaweit als Haudegen bekannt, da er für den König von Dänemark gegen die Schweden und Litauer kämpfte. Er zog auch für den Markgrafen von Brandenburg, den Grafen von Tirol und den Herzog von Baiern in den Krieg. Das Schloss Wohmbrechts wurde wahrscheinlich in seiner Zeit gebaut. Ende des 16. Jahrhunderts erwarb die Reichsstadt Wangen Burg und Vogtei in Wohmbrechts. Dadurch entstand die Wangener Hauptmannschaft Thann-Wohmbrechts, die mit Wangen im Jahr 1802 an das bayerische Königreich ging. Wangen wurde 1810 Oberamtsstadt in Württemberg, Maria-Thann und Wohmbrechts blieben jedoch bayerisch und wurden mit dem Gemeindeedikt von 1818 zu selbstständigen Gemeinden.
Die Gemeinde Hergatz ist am 1. Mai 1978 aus dem Zusammenschluss der Gemeinden Wohmbrechts und Maria-Thann entstanden. Das für die neue Gemeinde namensgebende Hergatz war vorher ein Ortsteil von Wohmbrechts.
In Wohmbrechts befindet sich der Verwaltungssitz der Gemeinde Hergatz.

## Baudenkmäler
Siehe: Liste der Baudenkmäler in Wohmbrechts

## Bodendenkmäler
Siehe: Liste der Bodendenkmäler in Hergatz

## Persönlichkeiten
- Georg von Jochner (1860–1923), Archivar
- Ludwig Dorn (1900–1986), Pfarrer und Historiker, zwischen 1955 und 1969 in Wohmbrechts tätig
- Georg Karg (* 1941), Haushaltsökonom